# Javier Galindo
Javier Galindo Segura (Mexikóváros, 1930 – ?, 2018. február 20.) mexikói nemzetközi labdarúgó-játékvezető, partbíró, asszisztens.

## Pályafutása

### Labdarúgó-játékvezetőként

#### Nemzetközi játékvezetés
A Mexikói labdarúgó-szövetség Játékvezető Bizottsága terjesztette fel nemzetközi játékvezetőnek, a Nemzetközi Labdarúgó-szövetség (FIFA) bíróinak keretébe. Több válogatott és nemzetközi klubmérkőzést vezetett.

##### Olimpia
Mexikóban rendezték a XIX., nagy magasságú 1968. évi nyári olimpiai játékok olimpiai labdarúgó torna döntő mérkőzéseinek, ahol az olimpiai labdarúgó torna egyik hazai szereplője, a FIFA kifejezetten partbírói feladatok ellátására kérte fel.  Kettő  csoportmérkőzésen tevékenykedhetett, mind kettő esetben második számú segítő partbíró lehetett. Az első, a Magyarország – Salvador (4:0) találkozót vezető  Diego De Leónak, a másodikon a japán Yoshiyuki Maruyanának végzett partbírói szolgálatot.